# Bakonygyirót
Bakonygyirót (németül: Jierot, Gerisdorf) község Győr-Moson-Sopron vármegyében, a Pannonhalmi járásban.

## Fekvése
A község a Bakony északi szélén fekszik, Győrtől 32 kilométerre délre, a 82-es főúttól mintegy 2 kilométerre nyugatra, Romándtól 2 kilométerre délre. Közúti megközelítését ez utóbbi településről, a 832-es főútból kiágazó és Bakonyszentlászlón át Bakonyszentkirályig vezető (a 82-es főúttal ezen a szakaszon nagyjából párhuzamosan haladó, végül abba torkolló) 83 107-es út teszi lehetővé.
A településen keresztülhalad a MÁV 11-es számú Győr–Veszprém-vasútvonala, melynek a község szélén megállóhelye is van. A tömegközlekedés azonban túlnyomórészt a Volánbusz által üzemeltetett autóbuszokkal bonyolódik le, melyek átlagosan kétóránként, sőt műszakváltások idején ennél is sűrűbben érintik a falut.

## Története és mai élete
Első fennmaradt írásos említése 1237-ből való, Gyrolt formában. Neve a Gerald személynév német alakjából származik. A 13. századtól a 18. századig a cseszneki várhoz tartozott. A török hódoltság idején elnéptelenedett. A 18. századtól új birtokosai, az Esterházy család tagjai kezdték újból benépesíteni, elsősorban német telepesekkel. Neve 1909-ig, más adat szerint 1913-ig Gyirót volt, a Bakony előtag csak ezt követően került a községnévbe.
A település a Győrből Veszprémbe vezető régi út mentén alakult ki. Az eredeti falu nem a jelenlegi helyén, hanem a Bakony-ér partján feküdt, s 1570-ben vált lakatlan hellyé. Az Esterházy család 1714-ben kezdeményezte a község újratelepítését idehozott német telepesekkel. A lakosság túlnyomó részének még 1914-ben is a német volt az anyanyelve. Az itt élők fával kereskedtek és fuvarozást vállaltak. 
1904-ben az egész falu leégett, de utána ujjáépült. Abban az időben sokan kivándoroltak innen Amerikába. 
A második világháború helyi áldozatainak emlékkövét 1989-ben avatták fel. 1945 után a lakosság egy részét kitelepítették, s helyükre 19 felvidéki magyar családot telepítettek be. Ma már eltűnőben van a nyelvi különbség a lakosok között, a falu teljesen elmagyarosodott, csak az idősebbek beszélik a sváb nyelvet.
1950-ben termelőszövetkezet alakult Bakonygyiróton is, amely később feloszlott, de 1957-ben újjászervezték. Később Romándhoz (1962), majd Veszprémvarsányhoz (1975) csatolták. 
Két tantermes, két tanerős elemi iskoláját 1948-ban államosították, majd Veszprémvarsányhoz körzetesítették. Romándi kezdeményezésre 1998-ban az alsó tagozatos iskola Veszprémvarsányból átkerült Romándra. Az óvodát és az iskolát Romándon a két település közösen üzemelteti, illetve tartja fenn. A gyermekek egy része Bakonyszentlászlóra, illetve Veszprémvarsányba jár a körzeti iskolákba. 
A település leginkább az 1960-as években fejlődött. 1961–1962-ben épült fel a kultúrház, melyet 2002-ben felújítottak. Az orvosi rendelőt 1963-ban építették, 2003-ban pedig felújították. A háziorvos és a gyermekorvos kétszer rendel hetenként a rendelőben. A községi bekötőutat 1966-ban építették, illetve látták el szilárd burkolattal.  A községben van vezetékes víz-, gáz-, és telefonhálózat is.
Bakonygyirótot a lakosság és a települési önkormányzat kérésére a 47/2001. (VI. 18.) számú országgyűlési határozattal 2002. október 20-án átcsatolták Veszprém megyéből Győr-Moson-Sopron megyébe.
Az itt élő emberek Romándra, Veszprémvarsányba és Zircre járnak dolgozni. A legutóbbi időben, illetve a megyeváltást követően egyre többen dolgoznak Győrben. Sokan oda is költöztek.  Az üresen álló házak egy részét külföldiek, főleg németországiak vásárolták fel. Ők csak a nyári időszakban, szabadságukat töltik a településen, a falu életébe nem integrálódtak. A megüresedett házakat tulajdonosaik nem adják el, megtartják, bízva jobb idők eljövetelében. Így a falu népessége egyre fogy, az ingatlanok állaga romlik. A falugondnokság szociális munkásokkal kiegészülve egész éven át  gondozza a közterületeket, parkokat, utakat, és a járdákat is rendben tartja ott, ahol az idősek maguk erre nem képesek.
A település életét a mezőgazdaság határozza meg, s távol városoktól, iparterületektől lakosságát nem tudta megtartani; lélekszáma 1949-ig növekedett, de azóta folyamatosan csökken. 
Fő gazdasági egysége a Bakonykert Mezőgazdasági és Szolgáltató Kft., melynek a falu központjában egy 1999-ben épített 50 vagonos hűtőháza van. Főleg a saját terményeit tárolja benne, de bérhűtést is vállal.
A község 1950-ig, a tanácsrendszer kialakulásáig a bakonyszentlászlói körjegyzőséghez tartozott. A hatvanas évektől Románddal, Bakonypéterddel és Gic községekkel közös tanácsa volt, de lakossága 1990 után önálló képviselő-testületet választott. A 2003. év végéig a rendszerváltás után is megmaradt a romándi körjegyzőségben, de akkor spontán népi kezdeményezésre 2004. január 1-jei kezdettel újra Bakonyszentlászlóval és Fenyőfővel társult közös körjegyzőségbe.

## Közélete

### Polgármesterei
- 1990–1994: Léhner Dezső (független)[4]
- 1994–1998: Léhner Dezső (független)[5]
- 1998–2002: Kmetti Károly (független)[6]
- 2002–2006: Kmetti Károly (független)[7]
- 2006–2007: Kmetti Károly (független)[8]
- 2007–2010: Aradiné Buda Erika (független)[9]
- 2010–2014: Léhner Dezső Mátyás (független)[10]
- 2014–2019: Léhner Dezső Mátyás (független)[11]
- 2019–2024: Léhner Dezső Mátyás (független)[12]
- 2024– : Göstl Éva (független)[1]

A településen 2007. augusztus 5-én időközi polgármester-választást tartottak az előző polgármester lemondása miatt.

## Népesség
A település népességének változása:
| Lakosok száma | 143  | 139  | 139  | 163  | 144  | 155  | 160  |
|               | 2013 | 2014 | 2015 | 2021 | 2022 | 2023 | 2024 |

A 2011-es népszámlálás során a lakosok 89,2%-a magyarnak, 5,4% németnek mondta magát (8,8% nem nyilatkozott; a kettős identitások miatt a végösszeg nagyobb lehet 100%-nál). A vallási megoszlás a következő volt: római katolikus 56,1%, evangélikus 1,4%, felekezeten kívüli 6,8% (35,8% nem nyilatkozott).
2022-ben a lakosság 93,1%-a vallotta magát magyarnak, 6,3% németnek, 0,7% szlovénnek, 2,1% egyéb, nem hazai nemzetiségűnek (2,8% nem nyilatkozott; a kettős identitások miatt a végösszeg nagyobb lehet 100%-nál). Vallásuk szerint 46,5% volt római katolikus, 3,5% református, 0,7% evangélikus, 13,9% felekezeten kívüli (35,4% nem válaszolt).

## Nevezetességei
- Római katolikus templom:  a barokk kori, 1716-ban épült római katolikus templom műemlékvédelem alatt álló középkori szentéllyel a Szent István-i alapítású egyházközség féltett kincse. Pfeiffer János kanonok műveiben többször foglalkozott vele. Kálváriája a falu déli végén, a temetőben van. Plébániája a legrégebbi a környéken.
- A pincesor az Öreghegy oldalában található. A régi sváb sorpincék jellegzetes, de ritka példája. Régen külterületi lakott hely volt, kiránduló és szórakozóhelye idősnek, fiatalnak. Ma már csak két ember lakik ott. Az egész pincesor helyi vagy központi védettség alatt áll, mégis megjelentek a területen moderneskedő, új építmények is.

## Képgaléria

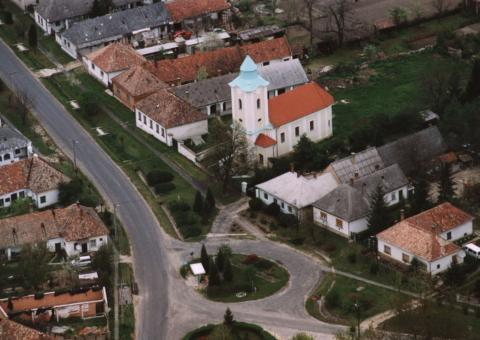
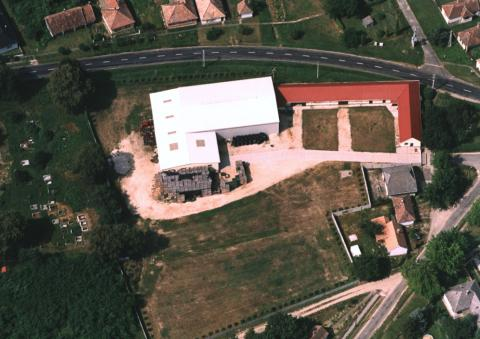
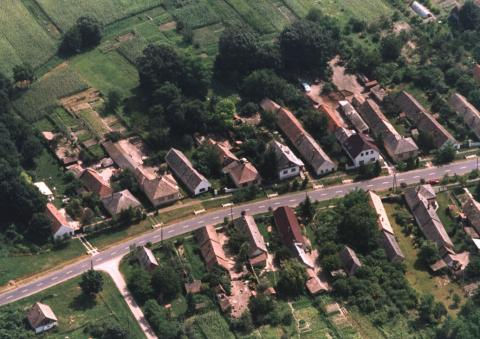
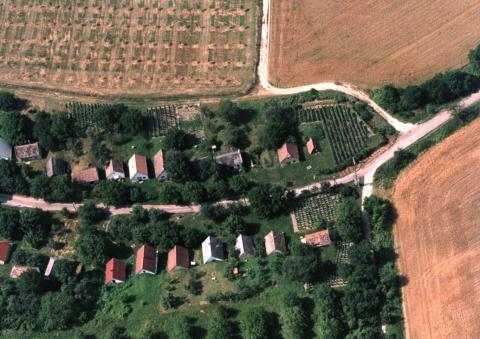